# Левга
Левга (на латински: leuga) е единица за разстояние (в някои райони по света – за площ), широко използвана в миналото. В оригинал е представлявала дистанцията, която човек или кон е изминавал средно, ходом за един час. Понастоящем не спада към официалните единици за измерване и е почти излязла от употреба. С разпадането на Римската империя и началото на средновековието, впоследствие в различните държави, в които е използвана е придобила много различни стойности.
Някои дефиниции:
В Римската империя, където е дефинирана за първи път официално, една левга е съответствала на 1,5 римски мили. Доколкото една римска миля е била равна на 1480 m (хиляда двойни крачки), то съответно левгата се е равнявала на 2220 m.
В англоговорещите страни една левга се приема за равна на три „сухопътни“ мили на сушата и поради различните дефиниции за миля в различните страни и епохи нейната стойност също варира. За разстояния по вода левгата е съответно равна на три морски мили т.е. 3,452 „сухопътни“ мили равни на 5,556 km.
В Португалия, Бразилия и други райони на бившата Португалска империя левгата е имала три различни стойности, в зависимост от това каква част от земния меридиан е взет като база: 1/18 от градуса = 6172,84 m, 1/20 от градуса = 5555,56 m или 1/25 от градуса = 4444,44 m. От момента, в който Португалия възприема метричната система единици левгата придобива стойност от 5 km.
Във Франция е имала различни стойности – 10000, 12000, 13200 и 14000 френски стъпки, съответно от приблизително 3,25 до 4,68 km. В романа на Жул Верн „Двадесет хиляди левги по водата“ под левга се има предвид дистанция от четири километра.
В Испания левгата (сухопътна) първоначално се е равнявала на три испански мили. Последната единица обаче е варирала според локалните стандарти за дължината на испанската стъпка. При изваждането ѝ от употреба от Филип Втори през 1568 г. левгата се е равнявала на 2,6 испански мили. Междувременно една морска левга е била равна на 3,1876 съвременни морски мили (5903 m). Освен това в различни периоди са били използвани и: левга, равняваща се на четири арабски мили; от 1630 до 1840 г. е била използвана т.нар. „географска левга“ – 6784 m до 1718 г., но вече 6353 m до 1840 г., когато е въведена и остава валидна до началото на двадесети век друга дефиниция за морска миля – 5566,72 m или 3,00579 съвременни морски мили.
В САЩ сухопътната левга се е равнявала на 15840 фута т.е. три сухопътни мили, а морската съответно на 18240 фута – три морски мили.
В Мексико – предимно в селските райони левгата все още може да се срещне в нейния оригинален вид – като средното разстояние, което човек може да измине ходом за един час, поради което варира в зависимост от характера на прекосявания терен.